# Cratere Rudneva
Rudneva  è un cratere sulla superficie di Venere. Deve il proprio nome a Varvara Aleksandrovna Rudneva (in russo Варвара Александровна Руднева?), medico russo del XIX secolo e prima donna a conseguire una laurea in medicina nell'Impero russo.